# Banasandra, Turuvekere
Banasandra là một làng thuộc tehsil Turuvekere, huyện Tumkur, bang Karnataka, Ấn Độ.